# Janusz Włodarski (urzędnik)
Janusz Andrzej Włodarski (ur. 1952) – polski specjalista energetyki i bezpieczeństwa jądrowego, urzędnik państwowy, od 2011 do 2016 prezes Państwowej Agencji Atomistyki.

## Wykształcenie
W 1977 ukończył studia na Wydziale Mechanicznym Energetyki i Lotnictwa Politechniki Warszawskiej (specjalność Systemy i Urządzenia Energetyczne). Odbył szkolenia poświęcone kontroli jakości wytwarzania i diagnostyce eksploatacyjnej urządzeń jądrowych u krajowych i zagranicznych wytwórców tych urządzeń. Ukończył kursy i szkolenia dotyczące zagadnień bezpieczeństwa i technologii obiektów jądrowych, m.in. szkolenia zagraniczne współorganizowane przez Międzynarodową Agencję Energii Atomowej w Wiedniu w zakresie: kwalifikacji personelu eksploatacyjnego elektrowni jądrowych, zmian właściwości mechanicznych zbiorników reaktorów zachodzących w trakcie eksploatacji, cyklu paliwowego i postępowania z odpadami promieniotwórczymi, ochrony fizycznej obiektów i materiałów jądrowych. Uczestniczył też w kursach i szkoleniach dotyczących zarządzania.

## Przebieg kariery
Pracował m.in. w Urzędzie Dozoru Technicznego, Centralnym Laboratorium Ochrony Radiologicznej, Państwowym Inspektoracie Bezpieczeństwa Jądrowego i Ochrony Radiologicznej. 
Z PAA związany od 1987. Pracował kolejno jako doradca Prezesa PAA do spraw odpadów promieniotwórczych, zastępca dyrektora departamentu Bezpieczeństwa Jądrowego i Radiacyjnego, a następnie jako Dyrektor Generalny Państwowej Agencji Atomistyki. Ponadto był Pełnomocnikiem Prezesa PAA ds. realizacji Strategicznego Programu Rządowego "Gospodarka odpadami promieniotwórczymi i wypalonym paliwem jądrowym w Polsce". 
Ma uprawnienia inspektora dozoru jądrowego. Uczestniczył w procesie wydawania zezwoleń dla obiektów jądrowych (Elektrownia Jądrowa Żarnowiec w budowie, reaktory badawcze i instalacje doświadczalne w Instytucie Energii Atomowej w Świerku) i w przeglądzie i ocenie dokumentacji bezpieczeństwa obiektów jądrowych. Prowadził też kontrole dozorowe w tych obiektach. 
W latach 1996–1999 koordynował trzy projekty realizowane w ramach programu PHARE, związane z bezpieczeństwem jądrowym i postępowaniem z odpadami promieniotwórczymi.
Jest też członkiem międzynarodowych grup roboczych i komitetów pracujących na rzecz Komisji Europejskiej i Międzynarodowej Agencji Energii Atomowej (MAEA) w Wiedniu. 
Przewodniczy komisjom powołanym przez Prezesa PAA w celu przeprowadzania egzaminów kwalifikacyjnych kandydatów na stanowiska inspektorów dozoru jądrowego pierwszego i drugiego stopnia.
Funkcję Prezesa PAA pełnił od 10 stycznia 2011 do marca 2016.

## Działalność na forum międzynarodowym
- 1995–1997 – był członkiem międzynarodowej grupy ekspertów technicznych i prawnych przygotowującej projekt "Wspólnej Konwencji bezpieczeństwa w postępowaniu z wypalonym paliwem jądrowym i bezpieczeństwa w postępowaniu z odpadami promieniotwórczymi" (pod auspicjami Międzynarodowej Agencji Energii Atomowej w Wiedniu). Polska tę Konwencję podpisała i ratyfikowała
- 2007–2010 – był sekretarzem Zespołu ds. Koordynacji Zadań Związanych z Realizacją przez Rzeczpospolitą Polską "Międzynarodowego Programu Zwrotu Paliwa z Reaktorów Badawczych dostarczonego przez Rosję" ustanowionego Zarządzeniem Nr 132 Prezesa Rady Ministrów z dnia 14 listopada 2007 r.

## Publikacje
Jest autorem lub współautorem kilkunastu artykułów technicznych z zakresu bezpieczeństwa obiektów jądrowych, wykonywania kontroli dozorowych, zapewnienia jakości, postępowania z odpadami promieniotwórczymi i wypalonym paliwem jądrowym, opublikowanych w czasopismach branżowych oraz autorem szeregu referatów wygłoszonych na konferencjach, sympozjach i seminariach, zarówno krajowych, jak i zagranicznych.